# داور بیچز نورت (نیوجرسی)
داور بیچز نورت (به انگلیسی: Dover Beaches North) یک منطقهٔ مسکونی در ایالات متحده آمریکا است که در تامز ریور، نیوجرسی واقع شده‌است. داور بیچز نورت ۴٫۱۱۱ کیلومتر مربع مساحت و ۱٬۲۳۹ نفر جمعیت دارد و ۰ متر بالاتر از سطح دریا واقع شده‌است.